# Chromeurytoma mycon
Chromeurytoma mycon är en stekelart som först beskrevs av Walker 1839.  Chromeurytoma mycon ingår i släktet Chromeurytoma och familjen puppglanssteklar. Inga underarter finns listade i Catalogue of Life.